# 吉田満
吉田 満（よしだ みつる、1923年〈大正12年〉1月6日 - 1979年〈昭和54年〉9月17日）は、日本の作家。日本銀行職員。キリスト者。
大日本帝国海軍における戦時体験をもとにした戦記を残すとともに、日本銀行職員の要職を歴任する傍ら、「戦中派」として独自の著作活動や言論活動を続けた。代表作の『戦艦大和ノ最期』は、映画化、長時間テレビドラマ化もされ、海軍での上官であった臼淵磐も吉田の著作を通しても広く知られるようになった。

## 生涯・経歴

### 生い立ち
1923年（大正12年）1月6日、父・吉田茂と母・ツナの長男として、東京市赤坂区青山北町（現・東京都港区北青山）で誕生。上には姉の瑠璃子がいた。同年の9月の関東大震災のため、その後一家は渋谷町（現・渋谷区）に移った。満6歳の1929年（昭和4年）4月に、東京府豊多摩郡渋谷村長谷小学校に入学し、この年に一家は恵比寿西に転居した。
吉田満の父母は富山県の出身であったが、吉田家の先祖は、もとは天皇家から臣籍降下した京都の公卿の家柄で、吉田神社とも縁が深く、祖先の1人には画家の吉田公均がいた。
満12歳となった1935年（昭和10年）の4月に、東京府立第四中学校（現・東京都立戸山高等学校）に入学。卒業後の1939年（昭和14年）4月には、旧制東京高等学校に入学。この頃からバッハの音楽に傾倒し愛好した。在学中には2度の停学処分を受けたこともあった。
父・茂は約25年間務めた商事会社から1938年（昭和13年）に独立して友人2人と共に小さな電設工事会社を興した。

### 学徒出陣
満19歳となった1942年（昭和17年）の4月、東京帝国大学法学部（現・東京大学法学部）に入学。この年の11月に姉・瑠璃子は細川宗平と結婚した。
満20歳となった1943年（昭和18年）10月の学徒出陣により、12月から海軍二等水兵として武山海兵団に入団。翌年1944年（昭和19年）2月に、海軍兵科第四期予備学生となり、7月に予備学生隊として海軍電測学校に入校。同月に帝大法学部を卒業した。この同月には、義兄・細川宗平が中国にて戦病死となった。
同年の1944年（昭和19年）12月、海軍電測学校を卒業した吉田は少尉（予備少尉）に任官され、戦艦大和に副電測士として乗艦を命ぜられ電探室勤務となった。
満22歳となった翌年1945年（昭和20年）の4月3日、戦艦大和に沖縄への出動命令が下り、吉田も天一号作戦（坊ノ岬沖海戦）に参加した。連合艦隊はほとんど壊滅し、護衛の飛行機も一機もない中、米艦船に埋め尽くされていた沖縄の海に向け出発した戦艦大和は7日、徳之島西北の沖にいた。
その運命の日、吉田は哨戒直士官を命ぜられ、艦橋にいた。8回にわたる米軍機約1000機の猛攻撃を受けて、戦艦大和はあえなく沈没した。吉田は頭部に裂傷を負ったものの、辛うじて死を免れた。しかしながら、多くの同胞の死を目の当たりにしたそれらの壮絶な体験は生涯消えることのない記憶となった。
その後、吉田はまだ傷が完治していないまま入院していた病院を希望退院して特攻に志願。同年7月に高知県高岡郡須崎の回天基地（人間魚雷基地）に赴任した。しかし、命ぜられた任務は特攻ではなく、基地の対艦船用電探設営隊長であった。米軍の上陸を迎え撃つため、吉田は須崎湾の突端の久通村という部落で陣地の構築を行なった。

### 戦後――戦記の執筆
1945年（昭和20年）8月15日の日本の敗戦後、米軍による報復で処刑されるとの風説による須崎の久通村（須崎湾の突端の部落）の住民の願いにより、村の小学校の分教場のただ2人の教師だった夫婦の身重の夫人の代りの教員として一時そこに匿われていた。しかし半月後、上官から呼び出されて叱責された吉田は、村の分教場を去ることになった。
東京恵比寿にあった吉田の留守宅は、前年5月の東京大空襲により焼失してしまったが、それ以前に吉田一家は西多摩郡吉野村（現・東京都青梅市）に疎開していた。吉田はすぐにはそこに帰らず、しばらく吉田家の先祖に地である富山県に赴き山河を眺めてから、9月中旬に両親のいる疎開先の吉野村に帰還した。
そして、父の疎開仲間であった作家・吉川英治宅を訪れ、戦場での体験を話した吉田は、吉川の勧めに従い、帰宅後すぐに「戦艦大和」での体験記録「戦艦大和ノ最期」を執筆した。同作は、自然と文語体となり一日足らずで完成した。
大学ノートに鉛筆で書かれたその原稿は、棒線や矢印などの省略記号が多く混ざったもので、吉田はこのノートの記述に肉付けをしながら、別の大学ノートにペン書きで記した。この戦記を少しでも多くの人に読んでもらうため、吉田は友人ら複数にやはりペン書きでノートに書き写してもらい、これらの写本が親しい友人たちに回覧された。
同年の12月、吉田は日本銀行に入行し、統計局勤務となった。翌年1946年（昭和21年）3月に外事局勤務となった吉田は、4月1日の勤務中に評論家の小林秀雄の訪問を受けた。小林は、吉田の友人が書き写したノート（写本）を手にしながら、これは立派に一つの文学になっているとして、いま発刊準備中の季刊誌『創元』の第一号にぜひ掲載したいと申し出た。
吉田は小林に任せることに決め、小林の指示で検閲を考慮し一部修正などを施し原稿用紙に書き写し、発行を待っていたが、GHQの下部組織CCD（民間検閲支隊）の検閲により全文削除処分となりゲラ刷りが没収されてしまうことになった。小林はCCDに抗議文を出し、白洲次郎からもGHQとの交渉を依頼するなど奔走したが、『創元』に掲載されることなく終ってしまった（その後の初刊行まで詳細経緯は戦艦大和ノ最期を参照）。
白洲次郎の夫人・白洲正子によると、白洲への依頼時に小林は吉田のことを「そりゃもうダイアモンドみたいな眼をした男だ」と語っていたという。

### キリスト教との出会い
吉田は戦記「戦艦大和ノ最期」のゲラ刷りが全文削除処分となっていた同時期、この戦記の回覧写本の1冊を読んだというカトリック教会・今田健美神父（1910年生 - 1982年没）から、来てほしいとの誘いを受けた。それまで吉田は宗教に対して無知と反感しかなかったが、「何か自分に訴える真実」を求めたい気持から、思い切って訪ねていった。
神父は、「神ということばも、信仰、宗教ということばも、キリストの名も」口にせず、吉田の得意な話題「美」などについて思うまま話させて、2人は一夜を語り明かした。この戦記を、「私の意を迎えるような一言半句をも口に」せず、手稿（手書き写本の一つ）を両手に抱きながら、「繰り返し拝見しました。声に出してよみました」と言った今田神父に対して、吉田は「初めて、自分の苦衷を汲み共に進んでくれる人に逢えたよろこび」を感じた。
それが端緒となり、「神父を通して、そのかなたのものを実感した神父をして神父たらしめ、神父をつかわしたそのものの息吹」を感じた吉田は、その後カトリックに入信し、25歳となった1948年（昭和23年）3月28日にカトリック世田谷教会で洗礼を受け、同じ3月から日銀内でカトリック研究会を主宰した。
当時日銀では、有志が集まり毎週金曜日の営業時間後に今田神父による「公教要理講解」を聴講しており、同年5月には、吉田が『今田健美神父述・公教要理講解筆記録』をまとめ、「今田神父へ捧ぐ」という短歌も作った。クリスマスには、吉田が創作した4幕の戯曲「犠牲」が世田谷教会で上演された。この劇はキリスト教の真理性をめぐる葛藤に悩む青年と神父との対話が軸になった作品で、吉田自身がこの青年役を演じた。
その後、1949年（昭和24年）2月にプロテスタント教徒の中井嘉子と婚約し、5月に世田谷教会で結婚式を挙げた。翌年1950年（昭和25年）の7月の27歳の時に、長女の未知を授かった。しかしながら、同年9月、東大の屋内体育館で友人たちとのバドミントンに参加した際、みんなが飲むサイダーの栓を抜くため屋外の鉄柵でサイダー瓶の口をこすって開けている最中、最後の瓶が破裂し眼球を直撃する事故となり右眼を失明した。吉田は1か月ほど入院し右眼は義眼となった。
それらの出来事の間、検閲により全文削除処分になっていた吉田の戦記は、改定を重ね口語体にしてみたり、端折ったりしながら、『新潮』や『サロン』に掲載するなどの挑戦を重ねた末に、初稿版と同じではないものの、文語体で1952年（昭和27年）8月に創元社からやっと初刊行された。
1956年（昭和31年）12月には長男・望を授かった。妻・嘉子が日本基督教団駒込教会の会員であったので、同教会牧師鈴木正久と親交を温める中、吉田は悩み迷いながらもプロテスタントの駒込教会（1958年から西片町教会と改称）に入会した。それは1957年（昭和32年）2月にニューヨークへ単身駐在する直前のことだった。1969年（昭和44年）7月の鈴木牧師の死後は、『鈴木正久著作集』の編集を行った。

### 銀行家と執筆活動
入行した日本銀行では、行員の自主運営で文芸誌『行友』、従業員組合の雑誌『花の輪』、営業局の『わかあゆ』、日銀退職者ら「旧友会」による『日の友』などが発行されており、吉田は新人行員時代から行内文芸誌『行友』の編集委員を務め、その後も編集長として続けた。吉田が最初に配属された統計局の上司には、河合栄治郎門下の人物でアララギ派の歌人でもあった外山茂がおり、吉田の相談相手となっていた。
吉田の勤務地は、1957年（昭和32年）から約1年間のニューヨーク駐在を経験したほか、大阪支店調査役などを経て、1965年（昭和40年）10月から青森支店長、1970年（昭和45年）10月から仙台支店長、1973年（昭和48年）10月から国庫局長などを歴任し、1975年（昭和50年）11月には監事にまで昇進した。
こうした銀行家としての職務と並行し、『戦艦大和ノ最期』の列伝的な作品「臼淵大尉の場合――進歩への願い」（1973年）や、太田孝一少尉（実名は中谷邦夫）を題材にした「祖国と敵国の間」（1974年）を文芸誌『季刊藝術』にそれぞれ発表。1977年（昭和52年）2月には文京区千石の自宅が原因不明の火事により全焼してしまうハプニングに見舞われたものの、その年の11月には書き下ろしで『提督伊藤整一の生涯』を刊行した。
また、吉田は学徒出陣で戦没した学徒兵らの言葉をしばしば引用しながら、彼らの胸の内を同じ世代の生き残った人間として痛恨の思いとして受け止め、自身の随筆で発表する活動を続けた。
その他、吉田は戦中派・キリスト者としての数多くの随筆や評論を発表しながら、戦中・戦後の日本の問題点や非戦への思いを訴え、晩年には経済団体や金融機関に招かれて講演活動も行ない、55歳となった1978年（昭和53年）7月に、『日本銀行職場百年』の編集委員を委託された。キリスト者の吉田はその年の4月の随筆で以下のような思いを綴った。

### その死
そうした訴えたいことが沢山あった多忙の中、吉田はその1978年（昭和53年）の秋頃から身体の不調が続き、翌年1979年（昭和54年）7月30日に食道静脈瘤出血により厚生年金病院に入院した。入院中も執筆活動を続け、『鈴木正久著作集』の「序文」や、「病床から」、「死者の身代りの世代」という随筆を書き、8月中旬から妻の壽子に口述筆記させた「戦中派の死生観」（文藝春秋 11月号に掲載）が絶筆となった。
そして、その随筆を書き上げた3日後の9月17日の早暁、肝不全のために死去した。葬儀は吉田が監事を務めていた東京都港区の東洋英和女学院のマーガレット・クレイグ記念講堂で、西片町教会の山本将信牧師の司式により同月20日に行なわれた。約1800名が参列し、中には遺影にテープレコーダーを向けて水葬ラッパで送っている人もいた。葬儀に参列した江藤淳は、吉田の死によって初めてクリスチャンであることを知ったという。吉田の死の約2か月後には、日本銀行カトリック研究会で今田健美神父による特別追悼ミサが行なわれた。
吉田の長男・望は、吉田が自身の異様な痩せ衰え方に気づきながらも、退院後のスケジュールを口にし生きようとする意志を見せていた様子や、家庭人として良き父親であった吉田の戦友への鎮魂の深さに思いを馳せている。
吉田の死から半年後の翌年1980年（昭和55年）2月には、吉田の母・ツナが死去。吉田の絶筆となった随筆には、自身の発病が日頃の不摂生の蓄積によるもので自業自得で恥じ入るとし、「見舞いに駆けつけた七十八歳の母の顔つきが変っているのを見た時、ただ申しわけない思いがした」と綴られていた。
吉田の一周忌の1980年（昭和55年）9月には一ツ橋の如水会館にて追悼会を催された。その際に江藤淳は、自身がアメリカのメリーランド大学付属マッケルディン図書館プランゲ文庫から持ち帰った吉田の未発表初稿「戦艦大和ノ最期」（検閲全文削除で没収された初稿のゲラ刷り）の写しを吉田の霊前に捧げた。

## 『戦艦大和ノ最期』
『戦艦大和ノ最期』は、雑誌『創元』掲載の予定が連合国軍最高司令官総司令部（GHQ）の検閲組織CCD（Civil Censorship Detachment）の検閲で全文削除され、口語体化するなど大幅に改変したものが細川宗吉の筆名で他誌に発表されるなどの紆余曲折を経て、1974年（昭和49年）まで数度の改稿を重ねて今日の姿となっている。リチャード・マイニアによる英訳版「Requiem for Battleship Yamato」（講談社、1985年） がある。ISBN 4770012292

## 家族
父・吉田茂、母・ツナ。姉・瑠璃子。数代前の先祖は、絵師の吉田公均。息子・吉田望は、電通勤務を経て経営コンサルタントをしている。

## おもな作品
★印は発禁処分作品
※印は書き下ろし単行本発表
◎印は雑誌媒体未発表
▲印は書類現存なし

### 戦記など
- 戦艦大和ノ最期（創元 1946年12月・第1号掲載予定）★ - 初稿
  - GHQ配下CCD（民間検閲支隊）検閲により全文削除処分（文學界 1981年9月号に後発掲載）。
- 戦艦大和（新潮 1947年10月号）
  - 「戦艦大和ノ最期」の内容を端折った改定稿。筆名は細川宗吉
- 小説戦艦大和（サロン 1949年6月号）
  - 「戦艦大和ノ最期」の改定稿。
- 軍艦大和（銀座出版社 1949年8月）※
  - 「戦艦大和ノ最期」の改定稿。
- 戦艦大和の最期（創元社 1952年8月）※ 
  - 「戦艦大和ノ最期」の改定稿。
- 戦艦大和ノ最期（北洋社 1974年10月）※
  - 「戦艦大和ノ最期」の決定稿保存版。
- 臼淵大尉の場合――進歩への願い（季刊藝術 1973年夏季号）
- 祖国と敵国の間（季刊藝術 1974年春季号）
- 提督伊藤整一の生涯（文藝春秋 1977年11月）※

### 随筆
- 死を思う（カトリック新聞 1948年11月14日、21日号）
- 死・愛・信仰（新潮 1948年12月号）
- 病床断想（わかあゆ 1950年10号）
- ジェネレーション（行友 1951年1月）
- 底深きもの（福音と現代 1951年11月号）
- 行用文を斬る（にちぎん 1954年11月号）
- ニューヨークから（西片町教会月報 1957年11月号、1958年6月号）
- 「戦艦大和」異聞〈のち「異国にて」と改題〉（新潮 1959年12月号）
- 戦争協力の責任はどこにあるのか――「戦艦大和」に対する批判の分析（思想の科学 1960年8月号）
- 死と信仰（西片町教会月報 1962年7月号）
- 平和の問題（西片町教会月報 1962年9月号）
- 戦中派の良心〈のち「一兵士の責任」と改題〉（論争 1962年9月号）
- 戦艦大和と私〈のち「死を乗り越えて」と改題〉（こころの友 1963年3月号）
- 戦中派の求める平和（福音と世界 1963年8月号）
- 信仰によってのみ（西片町教会月報 1964年10月号）
- 平和に生きる（西片町教会月報 1965年1月号）
- 暖かい友人〈のち「誠実で暖かい友人 田辺公二君追悼」と改題〉（恩寵の器 1965年5月号）
- 散華の世代（中央公論 1965年9月号）
- 総合都市への夢（東奥日報 1966年1月）
- 転機（あおぎん 1966年3月・38号）
- むじゅん〈八戸の顔(1)〉（デーリー東北 1966年4月）
- 下北（デーリー東北 1966年6月）
- 十和田〈のち「十和田と乙女の像」と改題〉（デーリー東北 1966年7月）
- 高体連入場式（デーリー東北 1966年8月）
- 青森県の背番号（デーリー東北 1966年9月）
- 進歩（デーリー東北 1966年10月）
- みのりある対立（デーリー東北 1966年11月）
- ノルウェーと青森（東奥日報 1966年12月）
- 太宰治と津軽（行友 1966年12月号）
- 津軽の歴史（陸奥新報 1966年12月号）
- 変貌〈八戸の顔(2)〉（デーリー東北 1966年12月）
- 津軽の四季（にちぎん 1967年1月号）
- われらに郷土館を（東奥日報 1967年1月）
- みなと町〈八戸の顔(3)〉（デーリー東北 1967年1月）
- 姉妹都市（デーリー東北 1967年2月）
- 青森人気質（デーリー東北 1967年3月）
- 青森県経済の診断書〈のち「青森は未来県」と改題〉（東奥日報 1967年4月）
- 死によって失われたもの（展望 1967年5月号）
- 大県岩手（街もりおか 1967年9月号）
- 北の国から（西片町教会月報 1967年12月号）
- 青森の友へ（西片町教会月報 1968年3月号）
- 地方文化を育てる（貯蓄時報 1968年3月号）
- 青森の思い出（あおもりほうそう 1968年20号）
- 戦争体験と平和への責任（福音と世界 1968年8月号）
- 占領下の大和（『戦艦大和』角川文庫 1968年7月）
- 一兵士の責任（『戦艦大和』角川文庫 1968年7月）
- 年頭雑感（西片町教会月報 1969年1月号）
- 戦没学徒の遺産（『昭和十八年十二月一日 戦中派の再証言』学徒出陣25周年記念手記出版会編 1969年8月）
- 前進するキリスト者（『時にかなって――鈴木正久牧師追悼文集』1969年12月）
- どのように生きるべきか（西片町教会月報 1970年8月号）
- 戦争文学の広さ（河北新報 1971年8月18日）
- 「戦艦大和ノ最期」を教材にして（筑摩書房 1971年）
- 日本を考える（聖書生活 1972年5月号） - 講演要約
  - 佐伯晴郎『日本のキリスト教に未来はあるのか』（教文館 2003年5月）所蔵
- 一生の趣味（日の友 1973年5月号）
- 戦責告白と現代（西片町教会月報 1973年8月号）
- 東北への長い旅（西片町教会月報 1973年8月号）
- 東北・きのう・明日（行友 1973年8月号）
- 戦争体験をめぐって―高校生にこたえる（婦人之友 1973年8月号）
- 海軍という世界（『勝海舟全集 第16巻』月報 講談社 1973年）
- 学徒出陣三十年（朝日新聞 1973年11月26日号夕刊）
- 江田島（街もりおか 1974年1月・73号）
- 戦中派はなにを為しえたか――阿川弘之「暗い波濤」をめぐって（文芸展望 1974年6号）
- 伝説の中のひと（文藝春秋 1975年3月号）
- 主に従う（西片町教会月報 1975年5月号）
- 青森の人びと（日本経済新聞 1975年8月7日号）
- 二つの慰霊祭（野性時代 1975年9月号）
- 戦争文学者、この三十年の心情（週間読書人 1975年9月8日号）
- 網干さんにとっての下北（「網干啓四郎展」パンフレット 1975年12月）
- 終戦から「高山右近」までの頃（吉川英治著『高山右近』講談社 1975年）
- 一年の計（現代 1976年1月号）
- 昭和の五十年を送って（金融界 1976年1月号）
- 弁護士ギル（小説現代 1976年2月号）
- 七〇年代の後半に向って（西片町教会月報 1976年3月号）
- 江藤淳「海は甦える」（諸君! 1976年4月号）
- 伝説からぬけ出てきた男（文藝春秋 1976年4月号）
- 戦中の青年たちは何を読んだか（歴史と人物 1976年5月号）
- 重過ぎる善意――父のこと（季刊藝術 1976年夏季号）
- 青年は何のために戦ったか（諸君! 1976年7月号）
- 学徒兵の苦しみ――「浩平詩集」について（本のひろば 1976年8月号）
- 同期の桜（文藝春秋デラックス 1976年10月号）
- 戦争責任告白を考え直す（西片町教会月報 1976年10月号）
- 谷間のなかの日系二世（世界週報 1976年10月12日号）
- 三島由紀夫の苦悩（ユリイカ 1976年10月号）
- ニューヨークの三島由紀夫（俳句とエッセイ 1976年11月号）
- 霊のはなし（オール讀物 1976年12月号
- 若者に兆す公への関心（プレジデント 1977年4月号）
- 映画「八甲田山」（桜桃 1977年22号）
- 書いても書いても書いても…――古山高麗雄氏の戦地再訪記（季刊藝術 1977年夏季号）
- 平和への一歩（こころの友 1977年8月号）
- 「何をするか」と「何であるか」（西片町教会月報 1977年10月号）
- 黒地のネクタイ（ユリイカ 1977年12月号）
- あすへの話題（日本経済新聞 1978年1月9日号 - 6月26日号） - 毎週月曜日のコラム全24回（1月16日のみ休載）
  - 五十年、陸軍と海軍、富士山の百七十七倍、詩人、津軽海峡・冬景色、文字に飢える、火と水、書斎、フォーク、民度、スーパースター、白髪と軍帽、社会の一年生、人間の幸福、独行の人、エリート支配、平和、ライフワーク、よき時代、死、罪と罰、遠い思い出、真実を語る、決別
- 青年の生と死（婦人之友 1978年4月号）
- 戦後日本に欠落したもの（中央公論・経営問題 1978年春季号）
- 島尾さんとの出会い（カイエ 1978年12月・臨時増刊号）
- 深いよろこびを〈のち「誰よりも深いよろこびを」に改題〉（キリスト新聞 1978年12月25日）
- めぐりあい――小林秀雄氏（毎日新聞 1979年５月23日号）
- 「戦艦大和ノ最期」をめぐって（歴史と人物 1979年５月号）
- 観桜会（季刊藝術 1979年夏季号）
- 病床から（西片町教会月報 1979年9月・10月号）
- 死者の身代りの世代（諸君! 1979年11月号）
- 戦中派の死生観（文藝春秋 1979年11月号）

### 戯曲
- 犠牲（1948年12月）◎▲ - クリスマスに世田谷教会で上演。
- 俄雨（1952年4月）◎▲ – 日本銀行内芸術祭で上演。

### 短歌・賛美歌
- 今田神父に捧ぐ（1948年） - 短歌
- なれペトロ（1948年） - 賛美歌

### 対談
- 大和の士官と武蔵の兵〈対・渡邊清〉（現代の眼 1962年12月号） - 司会・安田武
- 戦争世代と戦後世代〈対・大久保喬樹〉（NHK教育テレビ 1975年7月）
- 特攻体験と私の戦後〈対・島尾敏雄〉（文藝春秋 1977年8月号）

## 刊行本

### 単行本
- 『軍艦大和』（銀座出版社、1949年8月）- 口語体
- 『戦艦大和の最期』（創元社、1952年8月）
  - 跋文：吉川英治、小林秀雄、林房雄、河上徹太郎、三島由紀夫
- 『青森讃歌』（東奥日報社、1967年7月）
  - 日本銀行青森支店長赴任時に出版、序文および表紙絵：竹内俊吉（青森県知事）
- 『戦艦大和』〈太平洋戦記シリーズ〉（河出書房新社、1967年11月）
- 『戦艦大和』（角川文庫、1968年7月、改版1995年）
  - 収録：「戦艦大和の最期」「占領下の『大和』」「一兵士の責任」「異国にて」「散華の世代」「死によって失われたもの」
  - 解説：阿川弘之。跋文：吉川英治、小林秀雄、林房雄、河上徹太郎、三島由紀夫
- 『戦艦大和ノ最期』（北洋社、1974年8月）- 決定稿保存版
  - 『戦艦大和ノ最期』（講談社、1981年8月／講談社文芸文庫、1994年8月／ワイド版2016年7月）
    - 新漢字、新仮名遣い表記。解説：鶴見俊輔、作家案内：古山高麗雄 - 電子書籍化（2016年）
- 『鎮魂戦艦大和』（講談社、1974年12月）- 序：江藤淳
  - 『鎮魂戦艦大和』（講談社文庫〈上・下〉、1978年3月、電子書籍、2015年）- 解説：野呂邦暢
    - 収録：「臼淵大尉の場合 進歩への願い」「祖国と敵国の間」「戦艦大和ノ最期」
- 『散華の世代から』（北洋社、1976年5月／講談社、1981年3月）- 新装再刊
- 『提督伊藤整一の生涯』（文藝春秋、1977年11月）
  - 『提督伊藤整一の生涯』（洋泉社MC新書、2008年11月） ISBN 4862483089
- 『戦中派の死生観』（文藝春秋、1980年2月）- 遺稿集。あとがき：吉田望（子）
  - 『戦中派の死生観』（文春文庫、1984年8月、電子書籍、2012年）- 解説：山本七平
  - 『戦中派の死生観』（文春学藝ライブラリー（文庫判）、2015年8月）- 解説：若松英輔 ISBN 4168130517
- 『平和への巡礼』（新教出版社、1982年9月）
- 『吉田満著作集』〈上・下〉（文藝春秋、1986年9月）
- 『「戦艦大和」と戦後　吉田満文集』（ちくま学芸文庫、2005年7月） ISBN 4480089276 - 保阪正康編

#### 「文学全集」版
- 『戦艦大和ノ最期』 - 『現代教養全集 第3巻 戦争の記録』（筑摩書房、1958年11月）- 解説：臼井吉見
- 『戦艦大和の最期』 - 『現代日本記録全集 第21巻』（筑摩書房、1969年9月）- 解説：会田雄次
- 『戦艦大和のさいご』 - 『少年少女世界のノンフィクション』（偕成社、1971年1月）- 児童向け出版
- 『戦艦大和ノ最期』 - 『昭和文学全集 第34巻』（小学館、1989年12月）

### 共著
- 原勝洋『日米全調査 戦艦大和』（文藝春秋、1975年11月）
  - 『ドキュメント戦艦大和』（文春文庫 1986年4月、新装版2005年10月、電子書籍、2012年）- 改題再刊、解説：吉田俊雄
- 島尾敏雄『特攻体験と戦後』（中央公論社、1978年3月）
  - 『特攻体験と戦後』（中公文庫、1981年9月、新編 2014年7月） ISBN 4122059844

## 伝記
- 『追憶 吉田満』（私家版・中央公論事業出版、1980年11月）- 関係者の追悼文集
- 千早耿一郎『大和の最期、それから 吉田満 戦後の航跡』（講談社、2004年12月）- 著者は日銀の同僚
  - 『「戦艦大和」の最期、それから 吉田満の戦後史』（ちくま文庫、2010年7月）
- 粕谷一希『鎮魂　吉田満とその時代』（文春新書、2005年4月）
- 勢古浩爾『大和よ武蔵よ　吉田満と渡辺清』（洋泉社、2009年7月）
- 渡辺浩平『吉田満　戦艦大和学徒兵の五十六年』（白水社、2018年4月）
- 貝塚茂樹『吉田満　身捨つる程の祖国はありや』（ミネルヴァ書房〈ミネルヴァ日本評伝選〉、2023年）

## ドキュメンタリー
- NHK特集「散華の世代からの問い 〜元学徒兵吉田満の生と死〜」（1980年、NHK）[36]

## 登場作品
映画
- 『日本独立』（2020年、演：渡辺大）